# Cymophorus undatus
Cymophorus undatus är en skalbaggsart som beskrevs av Kirby 1827. Cymophorus undatus ingår i släktet Cymophorus och familjen Cetoniidae.

## Underarter
Arten delas in i följande underarter:
- C. u. toganus
- C. u. rhodesianus
- C. u. aureosquamosus